# Giro delle Fiandre femminile 2008
Il Giro delle Fiandre femminile 2008, quinta edizione della corsa e valido come terza prova della Coppa del mondo di ciclismo su strada femminile 2008, si svolse il 6 aprile 2008 su un percorso di 114 km, con partenza da Oudenaarde e arrivo a Meerbeke, in Belgio. La vittoria fu appannaggio della tedesca Judith Arndt, che completò il percorso in 3h01'00", alla media di 37,790 km/h, precedendo la statunitense Kristin Armstrong e l'olandese Kirsten Wild.
Sul traguardo di Meerbeke 105 cicliste portarono a termine la competizione.

## Squadre e corridori partecipanti
| N.    | Cod. | Squadra                            |
| ----- | ---- | ---------------------------------- |
| 1-6   | HBH  | Team Halfords-Bikehut              |
| 7-12  | TMP  | Team High Road Women               |
| 13-18 | DSB  | Team DSB Bank                      |
| 19-24 | NUR  | Equipe Nürnberger Versicherung     |
| 25-30 | MSI  | Menikini-Selle Italia              |
| 31-36 | BCT  | Bigla Cycling Team                 |
| 37-42 | RLT  | Cervélo-Lifeforce Pro Cycling Team |
| 43-47 | FLX  | Team Flexpoint                     |
| 48-53 | SAF  | Safi-Pasta Zara-Manhattan          |
| 54-59 | TFA  | Titanedi-Frezza-Acca Due O         |
| 60-65 | AAD  | AA-Drink Cycling Team              |
| 66-71 | GAU  | Gauss-RDZ-Ormu                     |
| 72-77 | VVP  | Vrienden van het Platteland        |
| 78-83 | FUT  | Vienne Futuroscope                 |
| 84-89 | USC  | Chirio-Forno d'Asolo               |
| 90-95 | TSW  | Team Specialized Designs for W.    |

| N.      | Cod. | Squadra                      |
| ------- | ---- | ---------------------------- |
| 96-101  | FEN  | Fenixs                       |
| 102-107 | LBL  | Lotto-Belisol Ladiesteam     |
| 108-113 | TPF  | Team Pro Féminin Les Carroz  |
| 114-119 | MIC  | Michela Fanini-Record-Rox    |
| 120-125 | DGC  | Team CMax-Dilà               |
| 126-131 | GRT  | Swift Racing                 |
| 132-137 | BPD  | Bizkaia-Durango              |
| 138-143 | EHN  | Elk Haus                     |
| 144-149 | UNG  | Team Uniqa                   |
| 150-155 | VLL  | Topsport Vlaanderen-Thompson |
| 156-161 | DEU  | Nazionale tedesca            |
| 162-167 | NLD  | Nazionale olandese           |
| 168-173 | USA  | Nazionale statunitense       |
| 174-179 | AUS  | Nazionale australiana        |
| 180-185 | FRA  | Nazionale francese           |
| 186-191 | BEL  | Nazionale belga              |

## Ordine d'arrivo (Top 10)
| Pos. | Corridore         | Squadra      | Tempo    |
| ---- | ----------------- | ------------ | -------- |
| 1    | Judith Arndt      | High Road    | 3h01'00" |
| 2    | Kristin Armstrong | Cervélo      | s.t.     |
| 3    | Kirsten Wild      | AA-Drink     | a 21"    |
| 4    | Oenone Wood       | High Road    | s.t.     |
| 5    | Marianne Vos      | DSB Bank     | s.t.     |
| 6    | Suzanne de Goede  | Nürnberger   | s.t.     |
| 7    | Julija Martisova  | Gauss        | s.t.     |
| 8    | Marta Bastianelli | Safi-P. Zara | s.t.     |
| 9    | Emma Johansson    | AA-Drink     | s.t.     |
| 10   | Christiane Soeder | Cervélo      | s.t.     |